# 중앙경찰서 (후쿠오카시)
중앙경찰서(일본어: 中央警察署 주오케사쓰쇼[*])는 후쿠오카시 주오구에 위치한 경찰서이다. 도쿄에 있는 후쿠오카 현 경찰이 관할한다.